# Городское поселение Михнево
Городское поселение Ми́хнево — упразднённое муниципальное образование со статусом городского поселения в Ступинском районе Московской области России.

## Общие сведения
Образовано в ходе муниципальной реформы, в соответствии с Законом Московской области от 28.02.2005 года № 68/2005-ОЗ «О статусе и границах Ступинского муниципального района и вновь образованных в его составе муниципальных образований».
В состав городского поселения вошли рабочий посёлок Михнево и 20 населённых пунктов двух упразднённых административно-территориальных единиц — Кузьминского и Татариновского сельских округов
Административный центр — посёлок городского типа Михнево.

## География
Расположено в северо-западной части района. Граничит с сельскими поселениями Аксиньинским и Семёновским, городским поселением Малино, а также городским округом Домодедово. Площадь территории городского поселения составляет 11 028 га (110,28 км²).

## Население
| 2006    | 2007    | 2008    | 2009    | 2010    | 2011    | 2012    | 2013    |
| ------- | ------- | ------- | ------- | ------- | ------- | ------- | ------- |
| 13 477  | ↗14 521 | ↘14 477 | ↘14 427 | ↗15 112 | ↗15 352 | →15 352 | ↗15 432 |
| 2014    | 2015    | 2016    | 2017    |         |         |         |         |
| ↗15 477 | ↗15 628 | ↘15 623 | ↘15 539 |         |         |         |         |

## Состав городского поселения
| №  | Населённый пункт | Тип населённого пункта                  | Население |
| -- | ---------------- | --------------------------------------- | --------- |
| 1  | Вельяминово      | посёлок                                 | ↗237      |
| 2  | Каверино         | деревня                                 | ↘13       |
| 3  | Кишкино          | деревня                                 | →1        |
| 4  | Константиновское | село                                    | ↘194      |
| 5  | Короськово       | село                                    | ↗13       |
| 6  | Кузьмино         | село                                    | ↗26       |
| 7  | Кунавино         | деревня                                 | ↘0        |
| 8  | Леньково         | деревня                                 | ↘9        |
| 9  | Марьинское       | деревня                                 | ↗26       |
| 10 | Михнево          | рабочий посёлок, административный центр | ↘11 279   |
| 11 | Мясное           | деревня                                 | ↗53       |
| 12 | Никольская Дача  | деревня                                 | ↘8        |
| 13 | Октябрьский      | посёлок                                 | ↗65       |
| 14 | Проскурниково    | деревня                                 | ↗36       |
| 15 | Разиньково       | село                                    | ↗19       |
| 16 | Рудины           | деревня                                 | ↗54       |
| 17 | Сидорово         | деревня                                 | ↗72       |
| 18 | Татариново       | село                                    | ↗1144     |
| 19 | Толочаново       | деревня                                 | ↗8        |
| 20 | Усады            | посёлок                                 | ↗1866     |
| 21 | Чернышово        | село                                    | ↘1        |

## Местное самоуправление
Глава городского поселения — Гофунг Сергей Львович. Адрес администрации: 142840, Ступинский район, пгт Михнево, ул. Вокзальная, д. 30